# کویناره
کویناره شهری در استان پلون کشور بلغارستان است که جمعیت آن در سال ۲۰۰۱ میلادی ۵٬۱۱۵ نفر بوده‌است.